# 弗兰格早熟禾
弗兰格早熟禾（学名：Poa vrangelica）为禾本科早熟禾属下的一个种。